# ودیع صبرا
ودیع صبرا (عربی: وديع صبرا؛ ۲۳ فوریهٔ ۱۸۷۶ – ۱۱ آوریل ۱۹۵۲) آهنگساز اهل لبنان بود. وی سازنده آهنگ سرود ملی لبنان بود.

## زندگی‌نامه
ودیع بن جرجس بن جبور صبرا در شهرک عین الجدیده در جبل لبنان دیده به جهان گشود و در مدرسه پسرانه انگلیسی‌ها علوم و دروس خود را فراگرفت، وی از مدرسه الانجیلیه (دانشگاه آمریکایی) فارغ‌التحصیل گردید. وی در دوران نوجوانی و جوانی در بیروت به شدت عاشق هنر و درس موسیقی بود.

## پژوهش‌ها
وی در سال ۱۸۹۲ برای تکمیل دروس هنری خودش به پاریس مسافرت کرد. وی در کسنرواتوار فرانسه به‌مدت هفت سال آموزش دید و تمرین کرد. وی در مدت اقامت و زندگی خودش در پاریس برای برگزاری جشنواره‌های هنری به ناحیه‌های دور پاریس و فرانسه سفر می‌کرد. درآمدی که وی از این سفرها داشت درس و زندگی وی را تأمین می‌کرد. بعد از هفت سال کلیسای سنت امسیری انجیلی در پاریس وی را به عنوان نوازنده ارگ بخدمت گماشت، وی مدت ۱۰ سال به این کار اشتغال داشت. مدت درس خواندن و تمرین و کار کردن وی در فرانسه شانزده سال طول کشید. وی در سال ۱۹۰۸ میلادی آهنگ سرود ملی عثمانی را ساخت و برای عرضه آن به مجلس نمایندگان عثمانی به استانبول مسافرت کرد و مدت ۱۵ ماه در این شهر اقامت داشت، وی سپس در سال ۱۹۱۰ به بیروت بازگشت و مؤسسه خانه موسیقی را در لبنان به عنوان اولین مؤسسه موسیقی تأسیس نمود. وی در سال ۱۹۱۸ مجدداً به استانبول مسافرت کرد و حکومت ترکیه وی را به عنوان رئیس مدرسه موسیقی نیروی دریایی به مدت یک سال منصوب نمود، در این مدت وی به پاریس نیز مسافرت نمود. در خلال جنگ جهانی اول وی به شهر سیواس در «اناضول» تبعید شد. وی در خلال جنگ جهانی اول در این شهر اقامت داشت، بعد از جنگ حکومت متوجه خطای خود در رابطه با تبعید وی شد لذا وی را با عزت و احترام و بزرگداشت از تبعید خارج نمود. وی بعد از آن به بیروت برگشت و مدیریت موسیقی نیروهای ارتش لبنان را همزمان با استادی مدرسه موسیقی در دارالمعلمات را بر عهده گرفت. وی وقتی که مشاهده کرد که پیانوی غربی نمی‌تواند آهنگ ترانه‌های شرقی را بنوازد در سال ۱۹۱۲ مجدداً به پاریس مسافرت نمود و ضمن یک پژوهش دقیق و تلاشی سخت توانست در نهایت پیانوی شرقی را اختراع کند، وی با مدیر کارخانه بلابل روی ترکیب تارهای موسیقی شرقی روی پیانو به کار و بررسی پرداخت، نتیجه این بررسی فنی و هنری تنظیم تارهای صوتی این ساز روی آهنگ‌های شرقی بود که باعث نام‌آور شدن مخترع آن و همین‌طور اعجاب و تقدیر دستگاه هنر و هنرمندان گردید، وی بعد از آن به مصر رفت و در آنجا دو سال اقامت کرد در این مدت وی اقدام به تدریس موسیقی نمود.

## آثار
ودیع صبرا کارهای زیادی در موسیقی انجام داده‌است، مهم‌ترین آن‌ها عبارت است از: ساختن آهنگ مارش ملی عثمانی، سرود ملی عثمانی، سرود ملی لبنان، اپرای ترکیه، سرود موسی اوراتوریو، اپرای رعاة کنعان «این اپرا اولین اپرا به زبان ترکی بود»، اپرای الملکین «این اپرا اولین اپرا به زبان عربی بود»، تراتیل کنائسیة که در پاریس آن را تنظیم کرده بود، والس لکونس و جانوت در دستگاه منیر، ترانه اپرای فرانسوی مهاجر و ۳۰ آواز و آهنگ شرقی. آخرین آهنگ‌های وی سه سرود زیر می‌باشد: یادگاری مادر که توسط شاعر شبلی الملاط سروده شده بود، مادر ما زمین که توسط شاعر رشدی المعلوف سروده شده بود و پایان همه چیز که توسط شاعر سعید عقل سروده شده بود.

## درگذشت
ودیع صبرا در ۱۱ آوریل سال ۱۹۵۲ میلادی درگذشت و در مقبره خانواده صبرا در قبرستان مسیحیان ملی در راس النبع در بیروت به خاک سپرده شد.